# Erotic Massage Stories
Erotic Massage Stories ist eine US-amerikanische Pornofilmreihe des Studios Pure Passion. Die Reihe hat erotische Massage-Szenen zum Gegenstand, bei denen zu Beginn entweder der Mann oder die Frau den jeweils anderen massiert. Seit 2013 wurden zehn Folgen veröffentlicht. In den Filmdatenbanken ist unter Regisseur das Brother Love Studio meist mit dem Hinweis uncredited genannt.

## Darsteller
- Erotic Massage Stories (2013): Breanne Benson, Anissa Kate, Samantha Saint, Holly Michaels, Aleksa Nicole, Bill Bailey, Chris Johnson, Johnny Castle, Kevin Crows, Logan Pierce[1][2][3]
- Erotic Massage Stories 2 (2013): Natalia Starr, Madison Ivy, Dillion Harper, Kortney Kane, Lily Love, Danny Mountain, Kevin Crows, Ryan McLane[4][5]
- Erotic Massage Stories 3 (2014): Anissa Kate, Jessie Rogers, Lizz Tayler, Ella Milano, Bambi Wolfe, Bill Balley, Bruce Venture, Johnny Castle[6][7]
- Erotic Massage Stories 4 (2014): Jessa Rhodes, Holly Michaels, Alexis Adams, Kennedy Leigh, Amy Fair, Bill Balley, Danny Mountain, Kevin Crows, Ryan McLane[8][9]
- Erotic Massage Stories 5 (2014): Sabrina Banks, Adriana Chechik, Victoria Rae Black, Emily Grey, Sierra Nevadah, Danny Mountain[10][11]
- Erotic Massage Stories 6 (2016): Karter Foxx, Amia Miley, Kendall Kayden, Ariel Winters, Gracie Dai, Johnny Castle[12]
- Erotic Massage Stories 7 (2016): Dillion Harper, Marley Brinx, Shay Evans, Michelle Taylor, Gerri Shepard, Johnny Castle, Mike Mancini[13]
- Erotic Massage Stories 8 (2017): Kylie Page, Sophia Leone, Alexis Adams, Staci Carr, Bella Skye, Sophia Leone, Johnny Castle, Preston Parker, Bambino[14]
- Erotic Massage Stories 9 (2017): Christen Courtney, Anna Rose, Lola, Evelyn Neill, Dido Angel, Tommy, Marcel Mangigati (auch Marcel Lee), Potro De Bilbao, Xavi Tralla[15]
- Erotic Massage Stories 10 (2018): Lena Paul, Dillion Harper, Lily Love, Rebel Lynn, Brick Danger, Johnny Castle, Ryan McLane, Romeo Price[16]
- Erotic Massage Stories 11 (2018): Adriana Chechik, Adria Rae, Ashly Anderson, Aria Skye, Alex D, Kyle Mason, Van Wylde, Danny Mountain
- Erotic Massage Stories 12 (2019): Abella Danger, Maya Bijou, Sydney Cole, Alyssia Kent
- Erotic Massage Stories 13 (2019): Harmony Wonder, Paige Owens, Athena Faris, Athena Rayne, Ryan Driller, Logan Long, Van Wylde, Justin Hunt